# Пространство MNI
Пространство MNI (координаты MNI) (от англ. Montreal Neurological Institute) — распространённая стандартизированная 3D-система координат человеческого мозга (известная как «атлас») Монреальского неврологического института (MNI), которая является шаблоном, используемым для статистически параметрического картирования (Statistical parametric mapping, SPM) и стандартизированным Международным консорциумом по картированию мозга (The International Consortium of Brain Mapping, ICBM). Стандартные карты мозга, такие как Талайрах-Турну или шаблоны из Монреальского неврологического института (MNI), часто используются для того, чтобы исследователи со всего мира могли сравнить свои результаты. Большинство пакетов программного обеспечения для нейровизуализации могут преобразовывать координаты Талайраха в координаты MNI.

## История
Монреальский Неврологический Институт (MNI), начиная с 1995 года, создал серию изображений, схожих с мозгом в атласе Талайраха, которые базировались на усреднении большого количества МРТ-сканов головного мозга здоровых пациентов. Подобные изображения отображают «усреднённую» нейроанатомию и могут быть использованы автоматизированным программным обеспечением для пространственной нормы. Международный консорциум по картированию головного мозга (The International Consortium of Brain Mapping, ICBM) адаптировал данные шаблоны как международный стандарт.
В области классической нейровизуализации (фМРТ, дМРТ) небольшие различия между различными версиями пространства MNI могут не иметь значения. Тем не менее, в таких дисциплинах, как глубокая стимуляция мозга, где миллиметры имеют значение, тонкие изменения между пространствами могут определённо повлиять на результаты.

## Описание

### MNI-250
Стереотаксическая регистрационная модель MNI было сначала определён в среднем 250 T1-взвешенными объёмами, введёнными в стереотаксическое пространство вручную с использованием техники Эванса и др., и получившаяся модель из 250 объёмов была описана сначала в аннотации. Эта модель никогда не была обнародована.

### Шаблон MNI-305
Первый шаблон MNI, MNI305 — среднее значение 305 T1-взвешенных МРТ-сканирований, создавался с использованием двухступенчатого процесса.
Первый этап — ручное преобразование в нейроанатомическое пространство Талайраха: изображения головного мозга 241 испытуемого были ориентированы с использованием определённых ориентиров (для того, чтобы определить линию, очень похожую на линию АС-PC, а также края головного мозга). Каждый головной мозг масштабировался таким образом, чтобы соотнести ориентиры с эквивалентными позициями в атласе Талайраха.
После этого исследователи взяли 305 МРТ-изображений головного мозга здоровых пациентов (все правши, 239 мужчин, 66 женщин, возраст 23,4 +\- 4,1), и с помощью автоматизированного 9-параметрического линейного алгоритма соотнесли их с усреднённым изображением предыдущих 241 головного мозга. После этого было получено новое усреднённое изображение из 305 МРТ-изображений, которое получило название MNI305.
В шаблоне обрезана верхняя часть головы и низ мозжечка.

### MNI/ICBM152
Стандартом является шаблон MNI/ICBM152, из названия которого ясно, что он основывается на 152 МРТ-изображениях, соотнесённых со стандартом MNI305. ICBM152 является наиболее используемым в таких пакетах для анализа функциональных изображений, как SPM99 и FSL.
MNI305 была усовершенствована в рамках Международного консорциума по картированию мозга (The International Consortium of Brain Mapping, ICBM). 152 тома T1, T2 и PD были использованы для создания 3 средних значений (по одному для каждого типа изображения), которые определены в том же пространстве, что и MNI305. MNI-ICBM — непредвзятые средние значения 152 Т1-взвешенных МРТ-сканирований из исследования ICBM. Эти модели известны как средние значения ICBM152_T1, ICBM152_T2 и ICBM152_PD. Преимущество этих данных заключается в лучшем контрасте и лучшем определении верхней части мозга и нижней части мозжечка. Все три шаблона доступны.

#### ICBM152 линейная стереотаксическая регистрационная модель
Это версия среднего мозга ICBM — в среднем 152 Т1-взвешенных МРТ-сканирований, линейно преобразованных в пространство Талайраха, которая специально адаптирована для использования с линейным регистрационным пакетом MNI.
Методика:
В 2001 году в рамках проекта ICBM на трёх объектах (MNI, UCLA, UTHSCSA) было собрано ~150 объёмных изображений МРТ от нормативного молодого взрослого населения. Эти изображения были получены с более высоким разрешением, чем данные MNI305, и показали улучшенную контрастность. Для создания MNI152 каждый человек в когорте MNI был линейно зарегистрирован в MNI305. Этот новый шаблон демонстрирует лучшую контрастность и лучшее определение верхней части мозга и нижней части мозжечка из-за увеличения возраста покрытия во время приобретения.
Демография:
- Среднее значение (std dev) для 141 из 152 субъектов составило 8,57 (2,50) с диапазоном 1-10 и диапазоном 8-10.
- Возраст, измеряемый в годах: диапазон 18-44г., средний возраст 21-28 лет.
- 86 мужчин и 66 женщин.
- Этническое происхождение: 129 кавказцев, 15 азиатов и 1 смешанный.[11]

#### MNI-ICBM 152 нелинейная 6-го поколения стереотаксическая регистрационная модель
Это версия среднего мозга МБР — в среднем 152 T1-взвешенных МРТ-сканирования, линейно и нелинейно (6 итераций), преобразованных для формирования симметричной модели в пространстве Talairach, которая специально адаптирована для использования с линейным регистрационным пакетом MNI.

#### ICBM 152 нелинейные атласы (2009)
Был сгенерирован ряд непредвзятых нелинейных средних значений базы данных MNI152, которые сочетают в себе привлекательность как высокого пространственного разрешения, так и сигнал-шум, не подвергаясь капризам какого-либо одного мозга. Процедура включала несколько итераций процесса, где на каждой итерации отдельные собственные МРТ нелинейно подгонялись к среднему шаблону из предыдущей итерации, начиная с линейного шаблона MNI152.
Ниже представлены 6 непредвзятых стандартных шаблонов магнитно-резонансной томографии объёма мозга для нормальной популяции:
- ICBM 2009a Нелинейный симметричный — шаблон 1×1x1 мм, который включает в себя модальности T1w, T2w, PDw, а также релаксометрию T2 (значения T2, рассчитанные для каждого субъекта с использованием одного двойного эхо PD / T2 сканирования) и карты вероятностей ткани. Также включён атлас долей, используемый для сегментации ANIMAL + INSECT, маска для мозга, маска для глаз и маска для лица. Неоднородность интенсивности проводили с использованием N3 версии 1.10.1.
- ICBM 2009a Нелинейный асимметричный шаблон — шаблон 1×1x1 мм, который включает в себя модальности T1w, T2w, PDw и карты вероятностей тканей. Неоднородность интенсивности проводили с использованием N3 версии 1.10.1. Также включена маска для мозга, маска для глаз и маска для лица.
- ICBM 2009b Нелинейный симметричный — шаблон 0,5×0,5×0,5 мм, который включает в себя только модальности T1w, T2w и PDw.
- ICBM 2009b Нелинейный асимметричный — шаблон 0,5×0,5×0,5 мм, который включает в себя только модальности T1w, T2w и PDw.
- ICBM 2009c Нелинейный симметричный — шаблон 1×1x1 мм, который включает модальности T1w, T2w, PDw и карты вероятностей тканей. Также включён атлас долей, используемый для сегментации ANIMAL + INSECT, маска для мозга, маска для глаз и маска для лица. Неоднородность интенсивности проводили с использованием N3 версии 1.11. Выборка отличается от шаблона 2009a.
- ICBM 2009c Нелинейный асимметричный шаблон — шаблон 1×1x1 мм, который включает в себя модальности T1w, T2w, PDw и карты вероятностей ткани. Интенсивность неоднородности была выполнена с использованием N3 версии 1.11 Также включали маску для мозга, маску для глаз и маску для лица. Выборка отличается от шаблона 2009a.

Все шаблоны описывают одну и ту же анатомию, но выборка и/или предварительная обработка различны: разные версии алгоритма создают немного разные карты вероятности тканей. Шаблоны созданы с использованием данных проекта ICBM.
Методика:
Предварительной обработки изображений включали неоднородную коррекцию интенсивности и нормализацию интенсивности в диапазоне 0-100. Все данные МРТ T1w затем были преобразованы в стереотаксическое пространство MNI, подобное Талайрах. Были созданы возрастные подгруппы испытуемых, и все сканы внутри каждой группы были автоматически перерегистрированы в стереотаксическое пространство с использованием соответствующего шаблона. Для каждой группы для получения средних значений группы применялся итеративный нелинейный алгоритм совместной регистрации. Затем преобразование на основе Т1 было применено к классифицированным объёмам Т2, PD и тканей для создания средних атласов для этих данных.
Демография:
- Среднее значение (std dev) для 141 из 152 субъектов составило 8,57 (2,50) с диапазоном 1-10 и диапазоном 8-10.
- Возраст, измеряемый в годах: диапазон 18-44г., средний возраст 21-28 лет.
- 86 мужчин и 66 женщин.
- Этническое происхождение: 129 кавказцев, 15 азиатов и 1 смешанный.[11]

#### CerebrA
Самой последней версией среднего значения мозга MNI/ICBM152 является MNI-ICBM2009c или CerebrA, обеспечивающей более высокий уровень анатомических деталей. Cerebra основана на точной нелинейной регистрации корковой и подкорковой маркировки от Mindboggle 101 до симметричного атласа MNI-ICBM2009c с последующим ручным редактированием.

### MNI-Colin27
В 1998 году MNI также создал высококачественное изображение головного мозга одного человека, основывающееся на среднем 27 МРТ-изображений и которое было нормализовано в соответствии с MNI305. Оно получило название colin27 (в честь сотрудника лаборатории — Колина Холмса, чьи снимки и использовались).
Несмотря на то, что MNI-пространство основывается на атласе Талайраха, данные два пространства не совпадают в размерах и по форме: в частности, височные доли MNI простираются на 10 мм ниже таковых в пространстве Талайраха, MNI на 5 см выше и на 5 см длиннее.
Шаблон используется для автоматической сегментации.
В 2008 году получена стереотаксическая регистрационная модель анатомического фантома Colin27 с высоким разрешением из Т1, Т2, PD-взвешенных изображений, сформированных в среднем из 27, 11 и 12 сканирований соответственно того же субъекта. Эти объёмы определены в изотропной воксельной сетке 0,5 мм в пространстве Талайраха с размерами 362*434*362 (XxYxZ) и начальными координатами −90,−126,−72 (x, y, z). Дискретный фантом был создан путём хранения метки наиболее важного класса фракций в каждом месте вокселя.

## Разница между координатами Талайраха и шаблоном MNI
Однако различия между координатами MNI и Талайраха могут препятствовать сопоставлению результатов в различных исследованиях. Эта проблема наиболее распространена в ситуациях, когда расхождения в координатах должны быть исправлены для уменьшения ошибок, таких как мета-анализ на основе координат. Существует вероятность того, что эти различия могут быть смягчены с помощью преобразования Ланкастера, которое может быть принято для того, чтобы свести к минимуму изменчивость в литературе относительно стратегий пространственной нормализации.